# John McCullough
John P. McCullough (Lima, Ohio, 5 de octubre de 1956) es un exjugador y entrenador de baloncesto estadounidense que disputó una temporada en la NBA, además de jugar en la CBA y la liga francesa. Con 1,93 metros de estatura, jugaba en la posición de base.

## Trayectoria deportiva

### Universidad
Jugó durante cuatro temporadas con los Universidad de Oklahoma de la Universidad de Oklahoma, en las que promedió 13,8 puntos y 5,6 rebotes por partido. Fue elegido en el mejor quinteto de la Big Eight Conference en 1977 y 1979, siendo además esta última temporada elegido Jugador del Año. Acabó su carrera como tercer máximo anotador de la historia de los Sooners.

### Profesional
Fue elegido en la octogésimo quinta posición del Draft de la NBA de 1979 por Kansas City Kings, pero fue despedido antes del comienzo de la temporada, fichando como agente libre en 1981 por los Phoenix Suns. En los Suns solo jugó 8 partidos, en los que promedió 2,6 puntos. Terminó la temporada en los Billings Volcanos de la CBA.
Al año siguiente hizo la pretemporada con los Portland Trail Blazers, pero fue finalmente despedido antes del comienzo de la competición. Regresó a la CBA, jugando un año con los Ohio Mixers. En 1983 fichó por el Pau-Orthez de la liga francesa, con los que en su primera temporada lograría el único título continental del equipo francés, la Copa Korać.

### Entrenador
Comenzó su andadura como entrenador en 1985 como asistente en la Universidad del Este de Carolina, pasando al año siguiente a desempeñar el mismo puesto en la Southern Methodist University, donde permanecería dos temporadas. En 1988 se marchó junto al entrenador principal a la Universidad de Nuevo México, donde permanecería durante 8 temporadas. En 1996 ejercería por fin como entrenador principal en la New Mexico Highlands University de la División II de la NCAA, puesto que ocuparía hasta el año 2000, cuando se hizo cargo del equipo femenino de la Universidad Baptista de Oklahoma. Sus siguientes puesto fueron en los Portland Trail Blazers, primero ejerciendo de ojeador durante cuatro años, y desde 2016 como entrenador asistente.

## Estadísticas de su carrera en la NBA

### Temporada regular
| Temporada | Edad | Equipo       | Liga | P | TIT | MIN | TC  | TCA | %TC  | 3P  | 3PA | %3P | TL  | TLA | %TL  | R.OF. | R.DEF. | REB | ASIS | ROB | TAP | PER | FP  | PTS |
| 1981-82   | 25   | Phoenix Suns | NBA  | 8 | 0   | 2.9 | 1.1 | 1.6 | .692 | 0.0 | 0.0 |     | 0.4 | 0.6 | .600 | 0.1   | 0.4    | 0.5 | 0.4  | 0.3 | 0.0 | 0.4 | 0.4 | 2.6 |
| Total     |      |              | NBA  | 8 | 0   | 2.9 | 1.1 | 1.6 | .692 | 0.0 | 0.0 |     | 0.4 | 0.6 | .600 | 0.1   | 0.4    | 0.5 | 0.4  | 0.3 | 0.0 | 0.4 | 0.4 | 2.6 |